# Мирча Картареску
Мирча Картареску (на румънски: Mircea Cărtărescu) е румънски писател.

## Биография
Завършва Филологическия факултет на Букурещкия университет (1980). Дебютира като поет в сп. „Литературна Румъния“ през 1978 г. През 1980-1989 г. преподава език и литература, работи в Съюза на писателите, издава списание „Критически листовки“. От 1991 г. преподава в своята Алма матер. През 1994-1995 г. е гост-професор в Амстердамския университет. През 1999 г. защитава дисертация за постмодернизма в румънската литература. Превежда чужда поезия (Чарлз Симик).

## В България
На 1 юни 2004 г. участва в Литературно кафене „Хеликон“. На 5 септември 2017 г. в Експозиция „Енчо Пиронков“ в Пловдив се включва в т. нар. Европейски писателски срещи. За трети път пристига в София, за да участва в Софийския международен литературен фестивал през декември 2024 г.

### Поезия
- Фарове, витрини, снимки/ Faruri, vitrine, fotografii, Cartea Românească, București, 1980 (награда на Съюза на писателите)
- Стихове за любовта/ Poeme de amor, Cartea Românească, București, 1983.
- Всичко/ Totul, Cartea Românească, București, 1985.
- Левант/ Levantul Cartea Românească, București, 1990 (награда на Съюза на писателите, преизд. 1998)
- Любов/ Dragostea. Poeme (1984-1987), Editura Humanitas, București, 1994.
- 50 сонета/ 50 de sonete de Mircea Cărtărescu cu cincizeci de desene de Tudor Jebeleanu, Editura Brumar, Timișoara, 2003.
- Нощ в операта/ O seară la Operă, poeme, Știința, Chișinău, 2009.
- Нищо. Стихотворения/ Nimic. Poeme (1988-1992), Editura Humanitas, București, 2010.
- Никога не викайте за помощ/ Nu striga niciodată ajutor, Editura Humanitas, București, 2020.

### Проза
- Orbitor. Aripa stângă, Editura Humanitas, București, 1996
Ослепително, София: Парадокс, 2004
- Orbitor. Corpul, Editura Humanitas, București, 2002
Ослепително II, София: Парадокс, 2005
- Orbitor. Aripa dreaptă, Editura Humanitas, București, 2007

- Сън/ Visul (1989, награда на Румънската академия, номинация на наградата на Латинския съюз, номинация за наградата Медиси за най-добра чуждестранна книга)
- Травестии/ Travesti, Editura Humanitas, București, 1994 (награда на Съюза на писателите)
- Енциклопедия на драконите/ Enciclopedia zmeilor, Editura Humanitas, București, 2005
- De ce iubim femeile (2004, сборник с новели и есета)
Защо обичаме жените, Велико Търново: Фабер, 2006
- Gemenii, Editura Humanitas, București, 2006 (nuvelă din Nostalgia)
- REM, Editura Humanitas, București, 2006 (nuvelă din Nostalgia)
- Mendebilul, Editura Humanitas, București, 2006 (nuvelă din Nostalgia)
- Frumoasele străine, Editura Humanitas, București, 2010
- Fata de la marginea vieții - povestiri alese, Editura Humanitas, București, 2014
- Solenoid, Editura Humanitas, București, 2015
Соленоид, превод Иван Станков, Велико Търново: Фабер, 2021
- Melancolia, Editura Humanitas, București, 2019
- Theodoros, Editura Humanitas, București, 2022
Теодорос. Пловдив: Хермес, 2024

### Есеистика
- Visul chimeric, Editura Litera, București, 1992; Editura Humanitas, București, 2011.
- Postmodernismul românesc, Editura Humanitas, București, 1999.
- Pururi tânăr, înfășurat în pixeli, Editura Humanitas, București, 2002.
- De ce iubim femeile, Editura Humanitas, București, 2004.
- Baroane!, Editura Humanitas, București, 2005.
- Ochiul căprui al dragostei noastre, Editura Humanitas, București, 2012.
- Peisaj după isterie, Editura Humanitas, București, 2017.

## Отличия и награди
- 1980: Награда на Съюза на румънските писатели
- 1989: Награда на Румънската академия за Visul
- 1990: Награда на Съюза на румънските писатели, награда на списание Flacăra, награда на списание Ateneu, награда на списание Tomis, награда на списание Cuvântul
- 1992: Le Rêve е номиниран за наградата „Медиси“ и наградата на Латинския съюз
- 1994: Награда на Съюза на румънските писатели, награда на ASPRO, Награда на Съюза на молдавските писатели, за Travesti
- 1996: ASPRO Prize, награда на списание Flacăra, награда на списание Ateneu, награда на списание Tomis, награда на списание Cuvântul
- 1997: награда на списание Flacăra, награда на списание Ateneu, награда на списание Tomis, награда на списание Cuvântul
- 1999: Френският превод на Orbitor е номиниран за наградата на Латинския съюз
- 2000: Награда на Сдружението на румънските писатели
- 2002: награда на ASPRO, награда на AER
- 2006: Ordinul "Meritul cultural" în grad de mare ofițer, отличие на Президентството на Румъния
- 2011: Награда на Международния литературен фестивал във Виленица
- 2012: Международна литературна награда "Haus der Kulturen der Welt 2012", Берлин[6]
- 2013: Шпихер: литературна награда Лойк, Швейцария[7]
- 2013: Grand Prix на Международния поетичен фестивал в Нови Сад[8]
- 2014: Награда за най-добре преведена книга, Blinding е включена в краткия списък с номинации, преведена е от румънски на английски език от Шон Котър[9]
- 2014: Premio Euskadi de Plata за най-добра книга на 2014 за Las Bellas Extranjeras (Frumoasele străine), преведена от румънски на испански език от Мариан Очоа де Ерибе (Editorial Impedimenta)
- 2015: Награда на Лайпцигския книжен панаир за европейско взаимно разбиране - за Blinding[10]
- 2015: Австрийска държавна награда за европейска литература[11]
- 2016: Premio Gregor von Rezzori за Blinding[12]
- 2018: Международната литературна награда „Томас Ман“[13]
- 2018: Prix Formentor[14]
- 2022: FIL Award[15]
- 2023: Los Angeles Times Book Prize за Solenoid[16]
- 2024: Международна дъблинска литературна награда за Solenoid[17]